# 阿力木·依明江
阿力木·依明江（1966年12月—），中国新疆人，中华人民共和国政治人物、全国脱贫攻坚先进个人。

## 生平
阿力木·依明江任和硕县阿力木养殖农民专业合作社理事长。因在脱贫攻坚战中作出突出贡献，2021年2月25日全国脱贫攻坚总结表彰大会上，阿力木·依明江被授予“全国脱贫攻坚先进个人”。